# Antonio Corpora

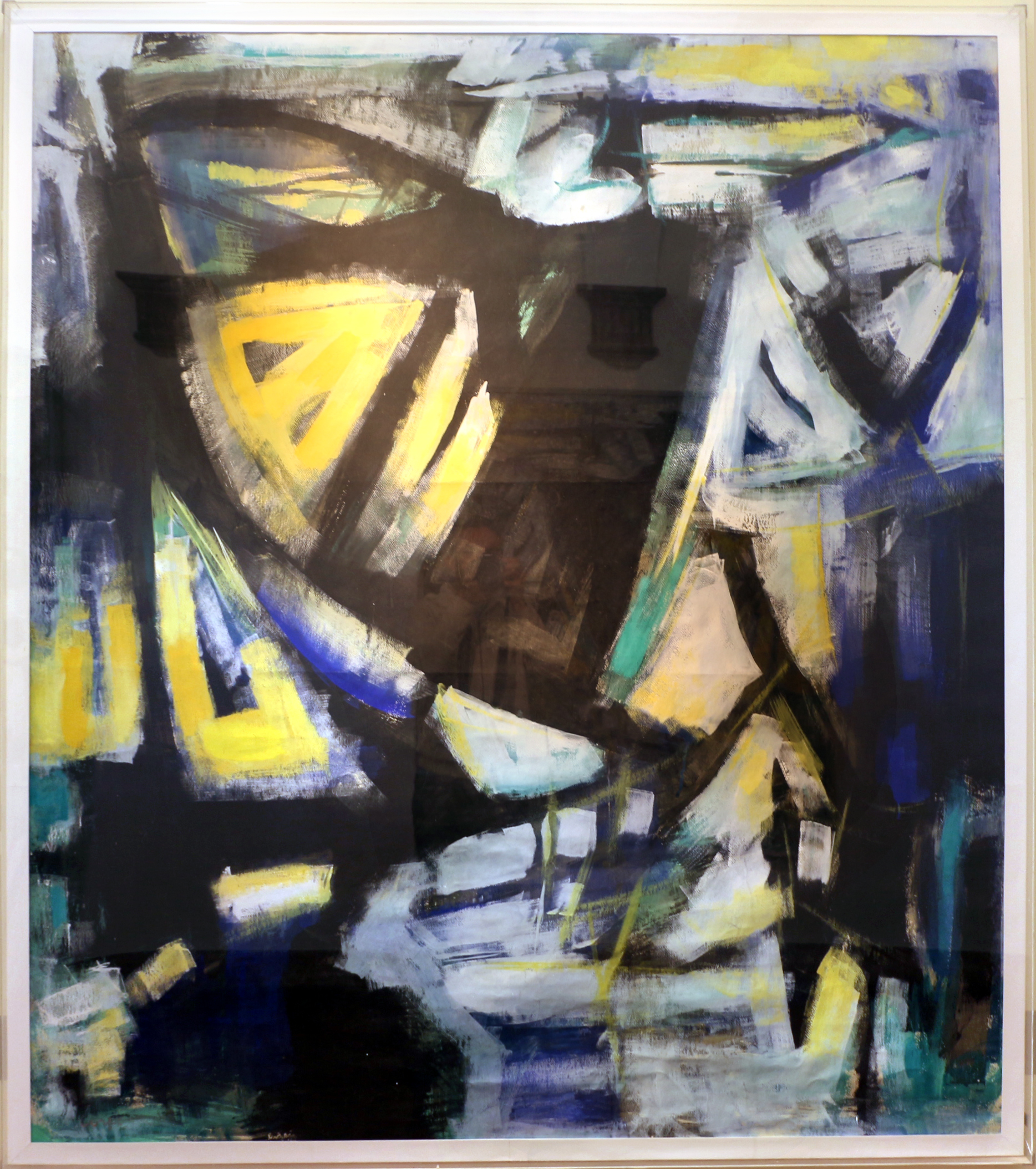

Antonio Corpora (ur. 15 sierpnia 1909 w Tunisie, zm. 6 września 2004 w Rzymie) – włoski malarz.
Studiował w Tunisie, a w 1929 powrócił do Włoch, gdzie we Florencji kopiował starych mistrzów. Początkowo malował inspirowany twórczością Amedeo Modiglianiego i Chaim Soutine’a, a następnie zainteresował się abstrakcją.
W 1939 swoje prace prezentował w Mediolanie, w Galleria del Milione. Od 1947 uczestniczył w działalności ruchu Fronte Nuovo delle Arti. W 1952 przystąpił do Grupy Ośmiu. Jest autorem m.in. obrazu „Comte una volta” (1958) oraz „Mediterraneo vecchio” (1973).